# Yes We Have No Mananas, So Get Your Mananas Today
Yes We Have No Mananas, So Get Your Mananas Today is het negende album van de Britse progressieve rock musicus Kevin Ayers.
Het is een nieuwe verzameling nummers, het resultaat van de nieuwe verbintenis van Ayers met Harvest.

## Tracklist
Alle nummers zijn van Ayers behalve nr. 5
1. Star - 4:21
2. Mr Cool - 3:01
3. The Owl - 3:15
4. Love's Gonna Turn You - 4:53
5. Falling In Love Again - 2:37 (Connelly/Hollander)
6. Help Me - 2:40
7. Ballad Of Mr Snake - 2:07
8. Everyone Knows The Song - 2:35
9. Yes I Do - 3:14
10. Blue - 6:26

## Bezetting
- Kevin Ayers: zang, gitaar (akoestisch + elektrisch), piano, orgel

Met:
- David Bedford arrangeur
- Ollie Halsall gitaar
- Roger Saunders gitaar
- B.J. Cole steel gitaar
- Andy Roberts gitaar
- Billy Livsey keyboard
- Zoot Money keyboard
- Nick Rowley piano
- Charlie McCracken basgitaar
- Rick Wills basgitaar
- Mickey Feat basgitaar
- Rob Townsend drums
- Tony Newman drums
- Roger Pope drums
- Pip Williams arrangeur